# Premi Inmortal Ciudad de Gerona
El premi Inmortal Ciudad de Gerona fou un premi literari convocat per l'ajuntament de Girona els anys 1967-1977.
En la primera edició hi podien optar només novel·les escrites en castellà. El dos anys següents hi havia 2 categories, novel·la en català i castellà, i des de 1970 es premiava una novel·la escrita en qualsevol de les dues llengües. A partir de 1974 s'hi van incorporar les categories d'investigació històrica (premi Julián de Chia) i de periodisme. Els premis es concedien el 31 d'octubre, a les fires de Sant Narcís
El fet que en la primera convocatòria s'excloïen les obres en català va impulsar la creació del Premi Prudenci Bertrana de novel·la, el qual va acabar eclipsant el Ciudad de Gerona. Tot i el limitat prestigi del premi, hi van concórrer noms importants de la literatura catalana, com Sebastià Juan Arbó i Mercè Rodoreda.

## Guanyadors
- 1967 Félix Martínez Orejón per Cuando las cruces no se alzan al cielo[4]
- 1968[5]

Novel·la en castellà: Francisco Cáceres Galán per Cuerpos de bronce
Novel·la en català: Joaquim Segura Lamic per La vida i la mort
- 1969[6]

Novel·la en castellà: Francisco Faura Peñasco i Antonio González Morales per Lloraré por vosotros
Novel·la en català: Núria Minguez Negre per Les forces del mal
- 1970 Joan Oller i Rabassa per Complexos diabòlics[3][1][1]
- 1971 Juli Manegat per Maíz para otras gallinas[7]
- 1972 Laura Masip per El cercle[8][9]
- 1973 Caty Juan per Flores silvestres encima mia[10]
- 1974

Novel·la: Juan Arbó per La masia
Investigació històrica: Lluís M. de Puig per Girona francesa
Periodisme: desert
- 1975[12]

Novel·la: María Diez de Ibarrondo per La zarpa de las flores
Investigació històrica: Joan Busquets i Dalmau per L'Església i el bisbe de Girona durant la revolta catalana de 1640
Periodisme: Josep Víctor Gay per uns articles publicats al diari Los sitios
- 1976

Novel·la: desert
Investigació històrica: Ramon Alberch per Els orígens de la Girona Contemporània
Periodisme: desert
- 1977 Alberto Díaz Rueda per Cualquer dia en la ciudad[14][15]